# Juan Gómez Bárcena
Juan Gómez Bárcena (Santander, 5 de diciembre de 1984) es un escritor y crítico español.

## Trayectoria
Gómez Bárcena es licenciado en Teoría de la Literatura y Literatura Comparada y en Historia por la Universidad Complutense de Madrid (UCM). Posteriormente, obtuvo la licenciatura en Filosofía por la Universidad Nacional de Educación a Distancia (UNED).
Publicó su primera novela El héroe de Duranza en 2002, y en esa primera etapa obtuvo varios premios literarios por diversos relatos. En 2007 publicó su poemario Doctrina de los ciclos que también fue galardonado, y por lo que obtuvo una beca de la Fundación Antonio Gala para seguir escribiendo.
Su primer libro de cuentos, Los que duermen, de 2012 recibió el Premio Tormenta al mejor autor revelación y, su siguiente obra, la novela, titulada El cielo de Lima y publicada en 2014, obtuvo el Premio Ojo Crítico de Narrativa y fue traducida a seis idiomas:  inglés, francés, italiano, alemán, portugués, holandés y griego.
A lo largo de su trayectoria ha recibido becas de instituciones como la Academia de España en Roma, la Fundación BBVA, la Fundación Antonio Gala o el Fondo Nacional para la Cultura y las Artes (FONCA) en México, y fue invitado a residir en Austria en The International Writer's House en Graz.
En 2022, Gómez Bárcena publicó su novela titulada Lo demás es aire donde utiliza como marco de la ficción el pasado y el presente de la localidad cántabra de Toñanes.
En su faceta como crítico, Gómez Bárcena coordinó en 2013 la antología Bajo treinta, donde reúne a las voces más destacadas de su generación.
En 2023 publica su ensayo literario Mapa de soledades cuya temática gira en torno a la soledad y lo analiza como algo positivo o negativo a lo largo de la historia y la geografía.
Vive en Madrid, donde imparte talleres literarios.

## Obra
- 2002: El héroe de Duranza. Ir Indo Edicións. ISBN 9788476804087.[12]
- 2007: Doctrina de los ciclos. Poemario.
- 2008: Ensayos de realidad.
- 2008: Farmer stop. Servicio de Publicaciones UCM y Editorial Complutense. ISBN 978-84-669-3078-9.[13][14]
- 2012: Los que duermen. Editorial Salto de Página. ISBN 978-84-15065-35-7.[15][16]
- 2014: El cielo de Lima. Editorial Salto de Página. ISBN 9788416148592.[17][18]
- 2017: Kanada. Editorial Sexto Piso. ISBN 9788416677382.[19]
- 2020: Ni siquiera los muertos. Editorial Sexto Piso. ISBN 9788417517687.[20][21]
- 2022: Lo demás es aire. Editorial Seix Barral. ISBN 9788432240683.[22]
- 2023: Mapa de soledades Editorial Seix Barral.

## Reconocimientos
Gómez obtuvo con sus primeras obras diversos reconocimientos: el primer Premio Nacional de Narrativa Juvenil Rúa Nova, en 2002, el primer Premio de Relato José Hierro, en 2003, el primer Premio de Narrativa Consejo Social de la Universidad de Cantabria, en 2004, y el segundo Premio del Concurso Internacional de Relato Villa de Colindres en 2006. Al año siguiente, en 2007, su poemario Doctrina de los ciclos fue galardonado con el primer Premio de Poesía José Hierro.
En 2007, Gómez recibió una beca de la Fundación Antonio Gala en Córdoba para escribir su primer libro de relatos, titulado Ensayos de realidad y con el que fue finalista del XII Premio Mario Vargas Llosa NH de Libro de Relatos en 2008. Al año siguiente, con Farmer stop consiguió el Premio de Narrativa Ramón J. Sender 2009.
Su obra Los que duermen, su primer libro de relatos, fue considerada una de las mejores óperas primas de 2012 por la revista El Cultural del diario El Mundo. Dos años después, en 2014, Gómez obtuvo por esa misma obra el Premio Tormenta al mejor autor revelación. En esa VII edición de los galardones de la desaparecida página web de crítica literaria La tormenta en un vaso, fueron también premiados Eloy Tizón por Técnicas de Iluminación, al mejor libro de autor español, y el escritor rumano Mircea Cartarescu por Nostalgia, al mejor libro de autor extranjero.
Ese último año, su novela El cielo de Lima recibió el Premio Ojo Crítico de Narrativa 2014, que otorga Radio Nacional de España (RNE), el Premio Sintagma a la mejor novela española elegida por los lectores, y el Premio Ciudad de Alcalá de Narrativa. Su siguiente novela, Kanada obtuvo el Premio Ciudad de Santander 2017 y el Premio Cálamo Otra Mirada 2017, y resultó finalista en la XXXIX edición del Premio internacional Tigre Juan 2017.